# ليمان بيتشر
ليمان بيتشر (بالإنجليزية: Lyman Beecher)‏ هو عالم عقيدة أمريكي، ولد في 12 أكتوبر 1775 في نيو هيفن في الولايات المتحدة، وتوفي في 10 يناير 1863 في بروكلين في الولايات المتحدة.

## وصلات خارجية
- ليمان بيتشر على موقع الموسوعة البريطانية (الإنجليزية)
- ليمان بيتشر على موقع إن إن دي بي (الإنجليزية)